# Welcome (phim truyền hình)
Welcome (tiếng Hàn: 어서와; Romaja: Eoseowa) là một bộ phim truyền hình Hàn Quốc năm 2020 với sự tham gia của Kim Myung-soo, Shin Ye-eun, Seo Ji-hoon, Yoon Ye-joo và Kang Hoon. Dựa trên webtoon cùng tên của Goo A-ra được viết vào năm 2009–2010 trên Naver. Bộ phim được phát sóng vào thứ Tư và thứ Năm lúc 22:00 (KST) trên kênh KBS2 bắt đầu từ ngày 25 tháng 3 năm đến ngày 30 tháng 4 năm 2020.

## Nội dung
Là một nhà thiết kế đồ họa ở độ tuổi ngoài 20 Sol Ah ấp ủ ước mơ trở thành một tác giả truyện tranh trên web và luôn có mối quan hệ yêu ghét với mèo.
Nhưng cuộc sống của Sol Ah nhanh chóng thay đổi khi cô mang về nhà một chú mèo thân thiện. Tuy nhiên, hóa ra đây không phải là bất kỳ con mèo già nào. Được đặt tên là Hong Jo, anh ta có thể mang hình dáng con người. Hong Jo trở nên đặc biệt yêu thích So Ah, và cố gắng che giấu thân phận con người của mình với cô ấy. Anh sớm chứng minh rằng anh ta sẽ làm bất cứ điều gì cần thiết để ở gần cô ấy. Liệu Hong Jo có quản lý để giữ bí mật danh tính của mình?
Và điều gì có thể có cho bộ đôi mèo-người đáng chú ý này khi mối quan hệ của họ ngày càng sâu sắc?

## Diễn viên

### Vai chính
- Kim Myung-soo vai Hong-jo[9][10]
  - Baegi vai Hong-jo (dạng mèo)
- Shin Ye-eun vai Kim Sol-ah[11][12]
- Seo Ji-hoon vai Lee Jae-sun[13][14]
- Yoon Ye-joo vai Eun Ji-eun
- Kang Hoon vai Go Doo-sik

### Vai phụ
- Ahn Nae-sang vai Kim Soo-pyeong
- Jo Ryun vai Bang Sil
- Kim Yeo-jin vai Sung Hyun-ja
- Jeon Bae-soo vai Go Min-joong
- Jeon Ye-seo vai Park Sin-ja
- Yang Dae-hyuk vai Cha Sang-kwon
- Kim Ye-seul vai Lee Hye-yeon
- Lee Yu-jin vai Choi Da-som
- Choi Min-geum vai bà ngoại
- Choi Bae-young vai Lee Ru-bi
- Yeon Je-hyung vai Bang Gook-bong
- Song Min-jae vai Das-sung

## Sản xuất
Tên ban đầu của bộ phim là Man Who Bakes Bread (tiếng Hàn: 식빵 굽는 남자; Romaja: Sikppang gumneun namja). Ban đầu bộ phim được lên kế hoạch phát sóng trên kênh truyền hình cáp tvN vào nửa đầu năm 2019 và các vai chính được giao cho Yook Sung-jae và Park Eun-bin, nhưng cả 2 đều từ chối.
Buổi đọc kịch bản đầu tiên diễn ra vào tháng 10 năm 2019 tại Đài truyền hình KBS Annex ở Yeouido, Hàn Quốc.

## Nhạc phim

### Phần 1
| Phát hành vào 19 tháng 3 năm 2020 | Phát hành vào 19 tháng 3 năm 2020 | Phát hành vào 19 tháng 3 năm 2020 | Phát hành vào 19 tháng 3 năm 2020 | Phát hành vào 19 tháng 3 năm 2020 | Phát hành vào 19 tháng 3 năm 2020 |
| STT                               | Nhan đề                           | Phổ lời                           | Phổ nhạc                          | Nghệ sĩ                           | Thời lượng                        |
| --------------------------------- | --------------------------------- | --------------------------------- | --------------------------------- | --------------------------------- | --------------------------------- |
| 1.                                | "Oh My, Oh My" (어마어마)         | Han Jae-wook In Woo Dony          | Han Jae-wook In Woo Dony          | Dayoung & Exy (Cosmic Girls)      | 2:54                              |
| 2.                                | "Oh My, Oh My" (Inst.)            |                                   | Han Jae-wook In Woo Dony          |                                   | 2:54                              |
| Tổng thời lượng:                  | Tổng thời lượng:                  | Tổng thời lượng:                  | Tổng thời lượng:                  | Tổng thời lượng:                  | 5:52                              |

### Phần 2
| Phát hành vào 25 tháng 3 năm 2020 | Phát hành vào 25 tháng 3 năm 2020 | Phát hành vào 25 tháng 3 năm 2020 | Phát hành vào 25 tháng 3 năm 2020 | Phát hành vào 25 tháng 3 năm 2020 | Phát hành vào 25 tháng 3 năm 2020 |
| STT                               | Nhan đề                           | Phổ lời                           | Phổ nhạc                          | Nghệ sĩ                           | Thời lượng                        |
| --------------------------------- | --------------------------------- | --------------------------------- | --------------------------------- | --------------------------------- | --------------------------------- |
| 1.                                | "Ddingdong" (띵동)                | Park Kyung (Block B)              | Park Kyung (Block B) vintermoon   | Park Kyung (Block B)              | 3:44                              |
| 2.                                | "Ddingdong" (Inst.)               |                                   | Park Kyung (Block B) vintermoon   |                                   | 3:44                              |
| Tổng thời lượng:                  | Tổng thời lượng:                  | Tổng thời lượng:                  | Tổng thời lượng:                  | Tổng thời lượng:                  | 7:28                              |

### Phần 3
| Phát hành vào 26 tháng 3 năm 2020 | Phát hành vào 26 tháng 3 năm 2020 | Phát hành vào 26 tháng 3 năm 2020 | Phát hành vào 26 tháng 3 năm 2020 |
| STT                               | Nhan đề                           | Nghệ sĩ                           | Thời lượng                        |
| --------------------------------- | --------------------------------- | --------------------------------- | --------------------------------- |
| 1.                                | "Meow, the Secret Boy" (어서와)   | Umji (GFriend)                    | 3:38                              |
| 2.                                | "Meow, the Secret Boy" (Inst.)    |                                   | 3:38                              |
| Tổng thời lượng:                  | Tổng thời lượng:                  | Tổng thời lượng:                  | 7:16                              |

### Phần 4
| Phát hành vào 1 tháng 4 năm 2020 | Phát hành vào 1 tháng 4 năm 2020   | Phát hành vào 1 tháng 4 năm 2020 | Phát hành vào 1 tháng 4 năm 2020 | Phát hành vào 1 tháng 4 năm 2020 | Phát hành vào 1 tháng 4 năm 2020 |
| STT                              | Nhan đề                            | Phổ lời                          | Phổ nhạc                         | Nghệ sĩ                          | Thời lượng                       |
| -------------------------------- | ---------------------------------- | -------------------------------- | -------------------------------- | -------------------------------- | -------------------------------- |
| 1.                               | "Fall In Love" (사랑에 빠졌었나봐) | Hwang Yong-joo                   | Hwang Yong-joo                   | Juniel                           | 3:30                             |
| 2.                               | "Fall In Love" (Inst.)             |                                  | Hwang Yong-joo                   |                                  | 3:30                             |
| Tổng thời lượng:                 | Tổng thời lượng:                   | Tổng thời lượng:                 | Tổng thời lượng:                 | Tổng thời lượng:                 | 7:00                             |

### Phần 5
| Phát hành vào 2 tháng 4 năm 2020 | Phát hành vào 2 tháng 4 năm 2020 | Phát hành vào 2 tháng 4 năm 2020    | Phát hành vào 2 tháng 4 năm 2020 | Phát hành vào 2 tháng 4 năm 2020 | Phát hành vào 2 tháng 4 năm 2020 |
| STT                              | Nhan đề                          | Phổ lời                             | Phổ nhạc                         | Nghệ sĩ                          | Thời lượng                       |
| -------------------------------- | -------------------------------- | ----------------------------------- | -------------------------------- | -------------------------------- | -------------------------------- |
| 1.                               | "I Was Wrong"                    | Yang Seo-young Dong Kyung CLEF CREW | HR Dong Kyung CLEF CREW          | Lee Jin-sol (April)              | 3:15                             |
| 2.                               | "I Was Wrong" (Inst.)            |                                     | HR Dong Kyung CLEF CREW          |                                  | 3:15                             |
| Tổng thời lượng:                 | Tổng thời lượng:                 | Tổng thời lượng:                    | Tổng thời lượng:                 | Tổng thời lượng:                 | 6:30                             |

### Phần 6
| Phát hành vào 8 tháng 4 năm 2020 | Phát hành vào 8 tháng 4 năm 2020 | Phát hành vào 8 tháng 4 năm 2020 | Phát hành vào 8 tháng 4 năm 2020 | Phát hành vào 8 tháng 4 năm 2020 | Phát hành vào 8 tháng 4 năm 2020 |
| STT                              | Nhan đề                          | Phổ lời                          | Phổ nhạc                         | Nghệ sĩ                          | Thời lượng                       |
| -------------------------------- | -------------------------------- | -------------------------------- | -------------------------------- | -------------------------------- | -------------------------------- |
| 1.                               | "Slush"                          | Motte Han Kyung-soo Choi Han-sol | Han Kyung-soo Choi Han-sol       | Motte                            | 3:19                             |
| 2.                               | "Slush" (Inst.)                  |                                  | Han Kyung-soo Choi Han-sol       |                                  | 3:19                             |
| Tổng thời lượng:                 | Tổng thời lượng:                 | Tổng thời lượng:                 | Tổng thời lượng:                 | Tổng thời lượng:                 | 6:38                             |

### Phần 7
| Phát hành vào 9 tháng 4 năm 2020 | Phát hành vào 9 tháng 4 năm 2020 | Phát hành vào 9 tháng 4 năm 2020                 | Phát hành vào 9 tháng 4 năm 2020    | Phát hành vào 9 tháng 4 năm 2020 | Phát hành vào 9 tháng 4 năm 2020 |
| STT                              | Nhan đề                          | Phổ lời                                          | Phổ nhạc                            | Nghệ sĩ                          | Thời lượng                       |
| -------------------------------- | -------------------------------- | ------------------------------------------------ | ----------------------------------- | -------------------------------- | -------------------------------- |
| 1.                               | "Again Spring" (다시, 봄)        | Jung Eun-jin Kim Chang-rak Kim Soo-bin CLEF CREW | Kim Chang-rak Kim Soo-bin CLEF CREW | Kihyun (Monsta X)                | 3:24                             |
| 2.                               | "Again Spring" (Inst.)           |                                                  | Kim Chang-rak Kim Soo-bin CLEF CREW |                                  | 3:24                             |
| Tổng thời lượng:                 | Tổng thời lượng:                 | Tổng thời lượng:                                 | Tổng thời lượng:                    | Tổng thời lượng:                 | 6:48                             |

### Phần 8
| Phát hành vào 15 tháng 4 năm 2020 | Phát hành vào 15 tháng 4 năm 2020    | Phát hành vào 15 tháng 4 năm 2020 | Phát hành vào 15 tháng 4 năm 2020 | Phát hành vào 15 tháng 4 năm 2020 | Phát hành vào 15 tháng 4 năm 2020 |
| STT                               | Nhan đề                              | Phổ lời                           | Phổ nhạc                          | Nghệ sĩ                           | Thời lượng                        |
| --------------------------------- | ------------------------------------ | --------------------------------- | --------------------------------- | --------------------------------- | --------------------------------- |
| 1.                                | "As Time Goes" (시간은 한 바퀴 돌아) | Jay Lee                           | Jay Lee                           | Jinsoul (Loona)                   | 3:07                              |
| 2.                                | "As Time Goes" (Inst.)               |                                   | Jay Lee                           |                                   | 3:07                              |
| Tổng thời lượng:                  | Tổng thời lượng:                     | Tổng thời lượng:                  | Tổng thời lượng:                  | Tổng thời lượng:                  | 6:14                              |

### Phần 9
| Phát hành vào 16 tháng 4 năm 2020 | Phát hành vào 16 tháng 4 năm 2020 | Phát hành vào 16 tháng 4 năm 2020 | Phát hành vào 16 tháng 4 năm 2020 | Phát hành vào 16 tháng 4 năm 2020 | Phát hành vào 16 tháng 4 năm 2020 |
| STT                               | Nhan đề                           | Phổ lời                           | Phổ nhạc                          | Nghệ sĩ                           | Thời lượng                        |
| --------------------------------- | --------------------------------- | --------------------------------- | --------------------------------- | --------------------------------- | --------------------------------- |
| 1.                                | "Better To Be You"                | Drew Ryan Scott Dave Hawks Ping   | Drew Ryan Scott Dave Hawks Ping   | Drew Ryan Scott                   | 3:49                              |
| 2.                                | "Better To Be You" (Inst.)        |                                   | Drew Ryan Scott Dave Hawks Ping   |                                   | 3:49                              |
| Tổng thời lượng:                  | Tổng thời lượng:                  | Tổng thời lượng:                  | Tổng thời lượng:                  | Tổng thời lượng:                  | 7:38                              |

### Phần 10
| Phát hành vào 22 tháng 4 năm 2020 | Phát hành vào 22 tháng 4 năm 2020 | Phát hành vào 22 tháng 4 năm 2020 | Phát hành vào 22 tháng 4 năm 2020 | Phát hành vào 22 tháng 4 năm 2020 | Phát hành vào 22 tháng 4 năm 2020 |
| STT                               | Nhan đề                           | Phổ lời                           | Phổ nhạc                          | Nghệ sĩ                           | Thời lượng                        |
| --------------------------------- | --------------------------------- | --------------------------------- | --------------------------------- | --------------------------------- | --------------------------------- |
| 1.                                | "Last Goodbye" (이젠 안녕)        | BachelorNextDoor Jo Yoo-ma        | Linnea Gawell                     | Floody                            | 3:44                              |
| 2.                                | "Last Goodbye" (Inst.)            |                                   | Linnea Gawell                     |                                   | 3:44                              |
| Tổng thời lượng:                  | Tổng thời lượng:                  | Tổng thời lượng:                  | Tổng thời lượng:                  | Tổng thời lượng:                  | 7:28                              |

### Phần 11
| Phát hành vào 23 tháng 4 năm 2020 | Phát hành vào 23 tháng 4 năm 2020 | Phát hành vào 23 tháng 4 năm 2020 | Phát hành vào 23 tháng 4 năm 2020             | Phát hành vào 23 tháng 4 năm 2020 | Phát hành vào 23 tháng 4 năm 2020 |
| STT                               | Nhan đề                           | Phổ lời                           | Phổ nhạc                                      | Nghệ sĩ                           | Thời lượng                        |
| --------------------------------- | --------------------------------- | --------------------------------- | --------------------------------------------- | --------------------------------- | --------------------------------- |
| 1.                                | "Show Your Heart" (너를 보여줘)   | Jeon Geun-hwa (Weekly1)           | Jeon Geun-hwa (Weekly1) Jo Se-hee Lee Ju-heon | Chan (A.C.E)                      | 3:28                              |
| 2.                                | "Show Your Heart" (Inst.)         |                                   | Jeon Geun-hwa (Weekly1) Jo Se-hee Lee Ju-heon |                                   | 3:28                              |
| Tổng thời lượng:                  | Tổng thời lượng:                  | Tổng thời lượng:                  | Tổng thời lượng:                              | Tổng thời lượng:                  | 6:56                              |

### Phần 12
| Phát hành vào 29 tháng 4 năm 2020 | Phát hành vào 29 tháng 4 năm 2020 | Phát hành vào 29 tháng 4 năm 2020 | Phát hành vào 29 tháng 4 năm 2020 | Phát hành vào 29 tháng 4 năm 2020 | Phát hành vào 29 tháng 4 năm 2020 |
| STT                               | Nhan đề                           | Phổ lời                           | Phổ nhạc                          | Nghệ sĩ                           | Thời lượng                        |
| --------------------------------- | --------------------------------- | --------------------------------- | --------------------------------- | --------------------------------- | --------------------------------- |
| 1.                                | "Shooting Star" (별똥별)          | Hwang Yong-joo                    | Hwang Yong-joo                    | Shin Ye-eun                       | 2:58                              |
| 2.                                | "Shooting Star" (Inst.)           |                                   | Hwang Yong-joo                    |                                   | 2:58                              |
| Tổng thời lượng:                  | Tổng thời lượng:                  | Tổng thời lượng:                  | Tổng thời lượng:                  | Tổng thời lượng:                  | 5:56                              |

### Phần 13
| Phát hành vào 30 tháng 4 năm 2020 | Phát hành vào 30 tháng 4 năm 2020 | Phát hành vào 30 tháng 4 năm 2020 | Phát hành vào 30 tháng 4 năm 2020 | Phát hành vào 30 tháng 4 năm 2020 | Phát hành vào 30 tháng 4 năm 2020 |
| STT                               | Nhan đề                           | Phổ lời                           | Phổ nhạc                          | Nghệ sĩ                           | Thời lượng                        |
| --------------------------------- | --------------------------------- | --------------------------------- | --------------------------------- | --------------------------------- | --------------------------------- |
| 1.                                | "Blooming" (꽃이 피었네)          | Nap!er                            | Nap!er                            | Choi Nakta                        | 3:09                              |
| 2.                                | "Blooming" (Inst.)                |                                   | Nap!er                            |                                   | 3:09                              |
| Tổng thời lượng:                  | Tổng thời lượng:                  | Tổng thời lượng:                  | Tổng thời lượng:                  | Tổng thời lượng:                  | 6:18                              |

## Tỷ lệ người xem
Trong bảng dưới đây, số màu xanh biểu thị cho tỷ lệ người xem thấp nhất và số màu đỏ biểu thị cho tỷ lệ người xem cao nhất:
| Tập.       | Ngày phát sóng           | Tỷ lệ người xem trung bình |
| Tập.       | Ngày phát sóng           | AGB Nielsen                |
| Tập.       | Ngày phát sóng           | Toàn quốc                  |
| ---------- | ------------------------ | -------------------------- |
| 1          | ngày 25 tháng 3 năm 2020 | 3.6%                       |
| 2          | ngày 25 tháng 3 năm 2020 | 2.8%                       |
| 3          | ngày 26 tháng 3 năm 2020 | 1.6%                       |
| 4          | ngày 26 tháng 3 năm 2020 | 1.8%                       |
| 5          | ngày 1 tháng 4 năm 2020  | 2.7%                       |
| 6          | ngày 1 tháng 4 năm 2020  | 2.1%                       |
| 7          | ngày 2 tháng 4 năm 2020  | 1.5%                       |
| 8          | ngày 2 tháng 4 năm 2020  | 1.7%                       |
| 9          | ngày 8 tháng 4 năm 2020  | 2.0%                       |
| 10         | ngày 8 tháng 4 năm 2020  | 1.9%                       |
| 11         | ngày 9 tháng 4 năm 2020  | 1.5%                       |
| 12         | ngày 9 tháng 4 năm 2020  | 1.6%                       |
| 13         | ngày 15 tháng 4 năm 2020 | 1.8%                       |
| 14         | ngày 15 tháng 4 năm 2020 | 1.8%                       |
| 15         | ngày 16 tháng 4 năm 2020 | 0.9%                       |
| 16         | ngày 16 tháng 4 năm 2020 | 1.1%                       |
| 17         | ngày 22 tháng 4 năm 2020 | 1.8%                       |
| 18         | ngày 22 tháng 4 năm 2020 | 1.7%                       |
| 19         | ngày 23 tháng 4 năm 2020 | 1.0%                       |
| 20         | ngày 23 tháng 4 năm 2020 | 1.1%                       |
| 21         | ngày 29 tháng 4 năm 2020 | 1.4%                       |
| 22         | ngày 29 tháng 4 năm 2020 | 1.4%                       |
| 23         | ngày 30 tháng 4 năm 2020 | 0.8%                       |
| 24         | ngày 30 tháng 4 năm 2020 | 1.0%                       |
| Trung bình | Trung bình               | 1.7%                       |

## Liên kết
- Website chính thức
- Welcome trên KBS World
- Welcome trên Internet Movie Database
- Welcome trên HanCinema